# Saikhom Mirabai Chanu
Saikhom Mirabai Chanu (n. 8 august 1994, Imphal East district⁠(d), Manipur, India) este o sportivă ce a reprezentat India, medaliată olimpică. A participat la 2 ediții ale Jocurilor Olimpice (2016, 2020) în care a câștigat o medalie de argint.